# عبد الله عمر خياط
عبد الله عمر خياط (1936 - 24 أكتوبر 2018)، كاتب وصحفي سعودي، من أبرز كتاب المقالة في الصحافة السعودية، ومن مؤسسي الحركة الثقافية الصحفية، وهو أول صحفي سعودي يجري لقاءً كاملًا مع الملك فهد بن عبد العزيز، وقد رافق الملك فيصل بن عبد العزيز بصفته صحفيًا في أكثر زياراته الرسمية، حاز على جائزة اتحاد الصحفيين العرب بالقاهرة عام 2014، ويُلقب بـ(عمدة الصحافة)، قضى من عمره 6 عقود في مضمار الصحافة، تقلد خلالها عدة مناصب، ووضع إسهاماته الملحوظة، فقد كان عضو مؤسسة عكاظ للصحافة والنشر، وعضو مجلس إدارة صحيفة عكاظ السعودية، ورئيس تحريرها سابقًا، وكان يكتب أسبوعيًا في صحف البلاد، عكاظ، والجزيرة، وأسس عدداً من المجلات والجرائد السعودية، وله نحو 18 مؤلف أبرزها: كتاب (الرسول صلى الله عليه وسلم وخلفاؤه)، وبعد وفاته أصدرت صحيفة عكاظ كتابًا عنه وعن 51 عامًا من العمل الصحفي بعنوان (الرمز عبد الله خياط).

## حياته
ولد في مكة عام 1936، وفيها نشأ وتعلم، أخذ علومه الأولى من كتاتيب الحرم المكي، قبل أن يلتحق بالمدرسة العزيزية بمكة وينهي فيها دراسته الابتدائية عام 1951، وفي عام 1953 تخرج في مدرسة تحضير البعثات بمكة، ثم بدأ بالعمل في شرطة العاصمة بمكة بصفته محررًا أول خلال الأعوام 1955-1959، ثم عمل بعدها سكرتيرًا لمكتب جريدة البلاد لمدة عامين في مكة، ثم أصبح مديرًا للمكتب خلال الأعوام 1962-1964، وعمل بعدها سكرتيرًا للجنة التنفيذية في مؤسسة عكاظ إلى أن صدرت الصحيفة يوم 14 يوليو 1964، وشغل منصب مدير تحرير عكاظ خلال عامي 1964-1965، ثم رئيسًا لتحريرها خلال الأعوام 1965-1970، وتفرغ بعد ذلك للكتابة والأعمال الخاصة.

## مؤلفاته
- المدمن..أنا.
- هيروين على الشفاه.
- الرسول صلى الله عليه وسلم وخلفاؤه.
- جواهر المتنبي.
- النزاهة الشامخة.
- النصر.. نحن صنعناه.
- الصحافة بين الأمس واليوم.[7]
- المنتقى من أشعار العرب.
- حديث الجمعة.
- محمد عبده يماني.. الإنسان.
- المعجون التمري.
- 100 كتاب في كتاب.
- عزيزي فلان.
- من السبت للسبت.
- مذكرات رئيس تحرير سابق.
- عبد الله عمر خياط يتذكر.
- حوارات ساخنة.
- مكة التي أحبها.[6]

## وفاته
مرّ بأزمة صحية قبل وفاته بأسبوع أدخلته إلى المستشفى، ولكنه خرج منها إلى منزله حيث توفي هناك مساء يوم الأربعاء 24 أكتوبر 2018، ونعته وزارة الإعلام السعودية وهيئة الصحفيين السعوديين، وأديت عليه صلاة الميت عقب صلاة الفجر يوم الخميس 25 أكتوبر 2018 في المسجد الحرام ودُفن  في مقبرة المعلاة بمكة المكرمة.